# Benita Martini
Benita Martini (Cuneo, 19 novembre 1925) è una doppiatrice italiana.

## Biografia
Allieva della Scuola di Teatro di Bari, si diplomò nel 1946 con un saggio diretto da Daniele Luisi presso il Teatro Piccinni. Nel 1948 si unì alla neonata compagnia del Piccolo Teatro di Bari. Iniziò a lavorare per il doppiaggio attorno alla metà degli anni '50. Fra i suoi doppiaggi si ricorda in particolare quello della regina nell'edizione del 1972 di Biancaneve e i sette nani e la voce del computer Mother in Alien (1979) Altri due doppiaggi particolarmente significativi sono stati quelli di Irene Papas, la Penelope dello storico sceneggiato televisivo dell'Odissea, e di Louise Fletcher, la cinica infermiera di Qualcuno volò sul nido del cuculo.
Dopo aver lavorato per CID e CDC, negli anni '70 è entrata nella CVD.
Attiva nella prosa radiofonica della Rai tra gli anni sessanta e settanta, ha avuto il suo unico ruolo su schermo nel 1974, nella miniserie televisiva Dedicato a una coppia diretta da Dante Guardamagna.
È vedova dello scrittore e sceneggiatore Renzo Rosso, che ha sposato nel 1960 e da cui ha avuto due figli.

## Doppiaggio

### Cinema

#### Live action
- Ava Gardner in La Bibbia, Mayerling, L'uomo dai 7 capestri, Terremoto
- Nieves Navarro in Che notte, ragazzi!, I lunghi giorni della vendetta, Le foto proibite di una signora per bene
- Carla Calò in Zorro alla corte di Spagna, D'Artagnan contro i 3 moschettieri, Tony Arzenta (Big Guns)
- Erika Blanc in Agente S03 operazione Atlantide, Così dolce... così perversa, La mano lunga del padrino
- Halina Zalewska in Joe l'implacabile, Il pianeta errante, La morte viene dal pianeta Aytin
- Sylva Koscina in Made in Italy, Thrilling, Corpo a corpo
- Margaret Tyzack in 2001: Odissea nello spazio, Arancia meccanica, Quatermass Conclusion - La Terra esplode
- Helga Liné in Operazione poker, Il marchio di Kriminal
- Françoise Prévost in Un tentativo sentimentale, Quella sporca storia nel West
- Delphine Seyrig in L'anno scorso a Marienbad, Il fascino discreto della borghesia
- Ida Galli in Tre croci per non morire, Le piacevoli notti
- Annie Girardot in Smog, La guerra segreta
- Irene Papas in Z - L'orgia del potere, Le farò da padre
- Mary Astor nei ridoppiaggi di Infedeltà e Agguato ai tropici
- Geraldine Page in Il più felice dei miliardari
- Gloria Swanson in Airport '75
- Barbara Sommers in Ciao Pussycat
- Louise Fletcher in Qualcuno volò sul nido del cuculo
- Uta Hagen in Chi è l'altro?
- Izabella Teleżyńska in Ludwig
- Margaret Dumont in La guerra lampo dei Fratelli Marx
- Adrienne Corri in Arancia meccanica
- Birgitta Valberg in La vergogna
- Sue Lloyd in Attacco alla costa di ferro
- Rita Conde in Barquero
- Shelagh Fraser in Guerre stellari
- Elizabeth Wilson in Il laureato
- Eleanor Parker in Il tigre
- Margaret Lee in A doppia faccia
- Capucine in Fellini Satyricon
- Anita Strindberg in L'uomo senza memoria
- Janet Leigh in Ad ogni costo
- Loredana Nusciak in Vendetta per vendetta
- Esmeralda Barros in La colt era il suo Dio
- Luigina Rocchi in Cannibal Holocaust
- Maria Grazia Buccella in L'armata Brancaleone
- Moira Orfei in Straziami ma di baci saziami
- Luciana Angiolillo in Il sorpasso
- Anna Maria Pierangeli in Rose rosse per il führer
- Lucia Catullo in Quel maledetto giorno della resa dei conti
- Eleonora Rossi Drago in Caccia all'uomo
- Marisa Bartoli in La vittima designata
- Fabienne Dali in Operazione paura
- Maria Luisa Sala in E Dio disse a Caino...
- Rosalba Neri in Agente speciale L.K. (Operazione Re Mida), Vivo per la tua morte
- Mariangela Giordano in Djurado
- Roberta Haynes in Senza un attimo di tregua
- Claudie Lange in La morte cammina con i tacchi alti
- Joan Maude in Scala al paradiso (ridoppiaggio)
- Anne Bancroft in Due vite, una svolta
- Mildred Shay ne Il giustiziere della notte 3
- Rosemary Murphy ne La signora a 40 carati
- Jane Greer in Due vite in gioco
- Jan Sterling in Una notte con vostro onore
- Irene Worth in Proibito
- Paula Kelly in 2022: i sopravvissuti
- Dinorah Brillanti in Donna Flor e i suoi due mariti
- Izabella Teleżyńska in Ludwig
- Kitty Mattern ne La battaglia di Fort Apache
- Jean Marsh in La scala della follia
- Priscilla Pointer in Carrie - Lo sguardo di Satana
- Malisa Longo in Crystalbrain - L'uomo dal cervello di cristallo
- Barbara Steele in Una matta voglia di donna
- Jane Wyman ne Il cucciolo (ridoppiaggio)
- Ona Munson in Via col vento (ridoppiaggio)
- Mother in Alien

#### Animazione
- Grimilde in Biancaneve e i sette nani (ridoppiaggio)
- Kowl ne Il segreto della spada

### Televisione

#### Live action
- Irene Papas in Odissea, Mosè
- Neva Patterson in V - Visitors (1983) e V - Visitors (1984)
- Anne Baxter ne I boss del dollaro
- Faye Dunaway in Cristoforo Colombo
- Barbara Stanwyck in Uccelli di rovo
- Olivia Cole in Radici
- Olivia de Havilland in Radici - Le nuove generazioni
- Agnes Moorehead in Vita da strega
- Nancy Marchand in Lou Grant
- Janet Blair ne La famiglia Smith
- Marge Redmond ne La doppia vita di Henry Phyfe
- Fee von Reichlin in Famiglia dolce famiglia
- Brigitte Horney in Heidi
- Öllegård Wellton in Pippi Calzelunghe
- Mary Stuart (1ª voce) in Aspettando il domani
- Lesley Woods in Beautiful
- Julie Adams in Capitol
- Patricia Bruder in Così gira il mondo
- Fernanda Montenegro ne Il paradiso del male
- Yara Amaral in Adamo contro Eva

#### Animazione
- Kowl in She-Ra, la principessa del potere
- Signora Forrester ne Il cucciolo

## Prosa radiofonica Rai
- Gerusalemme liberata, regia di Vittorio Sermonti (1969)[6]
- Il principe Galeotto, regia di Vittorio Sermonti (1970)[7]
- Il Morgante maggiore, regia di Vittorio Sermonti (1972)[8]

## Teatro
- L'importanza di chiamarsi onesto, di Oscar Wilde, regia di Daniele Luisi. Piccolo Teatro, Teatro Petruzzelli di Bari (1949)[2]
- Antigone, di Jean Anouilh, regia di Daniele Luisi. Piccolo Teatro, Teatro Petruzzelli di Bari (1949)[2]
- Cenerentola in cerca d'autore, di Pietro Favari, regia di Massimo Cinque. Teatro comunale Vittorio Emanuele di Benevento (1984)[9]